# Fun on Earth
Fun on Earth ist das fünfte Musikalbum des Komponisten und Musikers Roger Taylor, veröffentlicht wurde es am 11. November 2013 durch Virgin EMI. Aufgenommen wurde es von Herbst 2008 bis Ende 2009, nach der Rock the Cosmos Tour und nach dem die Zusammenarbeit Queens mit Paul Rodgers geendet hatte, endgültig fertiggestellt wurde es 2013. Es ist das erste Album, an dem Taylor seit The Cosmos Rocks aus dem Jahre 2008 mitgewirkt hat, sowie sein erstes Soloalbum nach Electric Fire aus dem Jahre 1998.

## Hintergrund
Taylor begann seine Arbeit an dem Album Ende 2008, einige Monate vor der Kooperation Queen + Paul Rodgers. Die ersten Worte zu dem Album wurden am 17. November 2009 auf der offiziellen Queen-Webseite veröffentlicht. Zu der ersten Single des Albums meinte Taylor:
„What happened to the protest song? Music is now so polished, shiny and predictable, we have forgotten to try and say something with it. I am getting old and like everyone, have the right to say something about the "state of control" we live under - powerless to do anything about it.“
Übersetzung:
„Was ist mit dem Protestlied geschehen? Die heutige Musik ist so blankgeputzt, glänzend und vorhersehbar. Wir haben vergessen, zu versuchen, mit ihr etwas auszusagen. Ich werde alt, und wie alle habe ich das Recht, etwas zum „Polizeistaat“ zu sagen, in dem wir leben – machtlos, etwas dagegen zu tun.“

## Titelliste
Alle Lieder wurden von Roger Taylor verfasst, ausgenommen Be with You, das er gemeinsam mit seinem Sohn Rufus Taylor schrieb.
1. One Night Stand – 4:22
2. Fight Club – 3:02
3. Be with You – 3:10
4. Quality Street – 4:25
5. I Don't Care – 3:24
6. Sunny Day 3:38
7. Be My Gal (My Brightest Spark) – 2:45
8. I Am the Drummer (In a Rock n' Roll Band) – 2:47
9. Small – 3:51
10. Say It's Not True (mit Jeff Beck) – 4:58
11. The Unblinking Eye (Abridged) – 4:54
12. Up – 3:10
13. Smile – 3:01

### Bonustracks
1. Dear Mr Murdoch (Nude Mix) – 3:49
2. Whole House Rockin – 2:46